# The Desperate Ones
The Desperate Ones (Brasil: Para Além das Montanhas ) é um filme hispânico/estadunidense de 1968, dos gêneros aventura e drama, dirigido e roteirizado por Alexander Ramati,  música de Cristóbal Halffter.

## Sinopse
Dois irmãos poloneses, fugitivos de um campo de trabalho russo, em uma perigosa jornada, tentam se unir ao exilado exército polonês no Afeganistão.

## Elenco
- Maximilian Schell ....... Marek
- Irene Papas ....... Ajmi
- Raf Vallone ....... Victor
- Theodore Bikel ....... Kisielev
- Maria Perschy ....... Marusia
- Fernando Rey .......  Ibram
- George Voskovec ....... Doutor
- Alberto de Mendoza ....... Hamlat
- Antonio Vico ....... Ulug Beg
- Vicente Sangiovanni .......  Shura
- Robert Palmer ....... Ucraniano NKVD
- Danny Steinmann .......  guarda (as Danny Stone)
- Mariela Chatlak .......  	... 	Aka
- Carmen Carbonell ....... esposa de Ulug Beg